# 喬布斯敦 (新澤西州)
喬布斯敦（英語：Jobstown）是位於美國新澤西州伯靈頓縣的普查規定居民點。

## 人口
根據2020年美國人口普查的數據，喬布斯敦的面積為8.51平方千米，皆為陸地。當地共有人口369人，而人口密度為每平方千米43.36人。